# Caelius humeralis
Caelius humeralis är en skalbaggsart som beskrevs av Brown 1931. Caelius humeralis ingår i släktet Caelius och familjen Aegialiidae. Inga underarter finns listade.